# Thomas Emlyn
Thomas Emlyn (27 mai 1663 à Stamford, Lincolnshire, Angleterre - 30 juillet 1741 à Londres) est un ministre anglican non conformiste anglais.

## Life

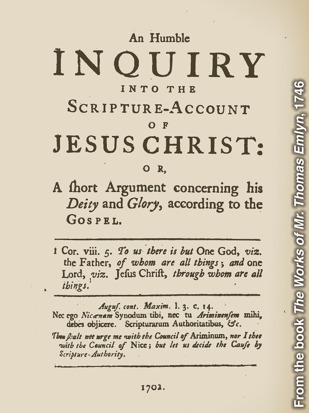
Page couverture de An Humble Inquiry into the Scripture Account of Jesus Christ.

Thomas Emlyn naît en 27 mai 1663 à Stamford dans le Lincolnshire en Angleterre,. 
Il est chapelain de Letitia, comtesse de Donegal, une presbytérienne. Il est ensuite chapelain de Sir Robert Rich. En 1691, il est collègue de Joseph Boyse (en), un ministre presbytérien à Dublin. Il est cependant expulsé de cet office après avoir confessé être unitariste. Après avoir publié en 1702 An Humble Inquiry into the Scripture Account of Jesus Christ (Une humble étude du compte rendu des Écritures sur Jésus-Christ), il est condamné à une amende de 1000 £ et un an de prison pour blasphème. En 1705, plus de deux ans après son incarcération, il est libéré à la suite de l'intervention de Boyse. Par la suite, Emlyn prêche régulièrement sur Paul's Alley dans le nord de Londres. 
Il meurt à Londres en 1741,.

## Œuvres
Les écrits d'Emlyn ont été regroupés par son fils Sollom Emlyn (en) en 1746 dans un ouvrage en 3 volumes intitulé Works. 
- The Suppression of Public Vice, Dublin, 1698
- The Case of Mr. E—— in relation to the Difference between him and some Dissenting Ministers of the City of Dublin, Londres, 1702 (Dublin, 1703)
- An Humble Inquiry into the Scripture Account of Jesus Christ, Dublin, 1702 (L'imprimeur a juré ignorer qui était l'auteur de l'ouvrage).
- A Vindication of the Worship of the Lord Jesus Christ, on Unitarian Principles, 1706
- General Remarks on Mr. Boyse's Vindication of the True Deity of our Blessed Saviour (rédigé en 1704, puis envoyé en Angleterre, où il a été égaré ; imprimé pour la première fois dans Works)
- Remarks on Mr. Charles Leslie's First Dialogue, 1708
- The Previous Question to the Several Questions about … Baptism, 1710
- A Full Inquiry into the Original Authority of that Text, 1 John v. 7, 1715
- A True Narrative of the Proceedings … against Mr. Thomas Emlyn; and of his Prosecution, 1719
- Sermons, 8vo, 1742 (sous un nouveau titre, devient le volume iii de Works)
- Memoirs of the Life and Sentiments of the Reverend Dr. Samuel Clarke (rédigé en 1731, publié dans Works)[1]